# Фердинанд фон Брауншвайг-Волфенбютел
Фердинанд фон Брауншвайг-Волфенбютел (на немски: Ferdinand von Braunschweig-Wolfenbüttel; * 12 януари 1721, Брауншвайг; † 3 юли 1792, Фехелде) от род Велфи, е принц от Княжество Брауншвайг-Волфенбютел, херцог на Брауншвайг и Люнебург, пруски (1758 – 1766) и английски (1757 – 1762) генерал-фелдмаршал през Седемгодишната война.

## Живот
Той е четвъртият син на херцог и княз Фердинанд Албрехт II фон Брауншвайг-Волфенбютел (1680 – 1735) и съпругата му Антоанета Амалия фон Брауншвайг-Волфенбютел (1696 – 1762), дъщеря на херцог Лудвиг Рудолф фон Брауншвайг. Брат е на Карл I (1713 – 1780), Антон Улрих (1714 – 1774), Лудвиг Ернст (1718 – 1788), Албрехт (1725 – 1745) и Фридрих Франц (1732 – 1758).
През 1741 г. той е доброволец в похода в Силезия при зет му пруския крал Фридрих II. След мирът той остава при него за компания и става генералмайор на инфантерията. През 1762 г. е фелдмаршал и гувернатор на Магдебург. Заради неспокойствие с нервния крал през 1766 г. той напуска и живее оттогава в Брауншвайг или в увеселителния си дворец Фехелде. Учени и хора на изкуството намират помощ от принц Фердинанд.
От 1784 г. той е болен и умира от пневмония във Фехелде и е погребан в градината му. По-късно е преместен в криптата на катедралата „Св. Блазии“ в Брауншвайг.
Фердинанд фон Брауншвайг е приет през 1740 г. ложата на масоните от зет му Фридрих II. През 1783 г., също както Карл фон Хесен-Касел, е член на ордена на илюминатите и през 1786 г. е генерал-обермайстор на Азиатските братя.